# Evropsko prvenstvo v hokeju na ledu 1921
Evropsko prvenstvo v hokeju na ledu 1921 je bilo peto Evropsko prvenstvo v hokeju na ledu, ki se je odvijalo 18. februarja 1921 v Stockholmu, Švedska. V konkurenci dveh reprezentanc, je zlato medaljo osvojila švedska reprezentanca, srebrno pa češkoslovaška.

## Dobitniki medalj
| Zlato | Srebro |
| ŠvedskaSven Säfwenberg Einar Lundell Einar Svensson Wilhelm Arwe Erik Burman Georg Brandius Erik Abrahamsson Gunnar Galin Einar Lindqvist Louis Woodzack | ČeškoslovaškaKarel Wälzer Karel Pešek Jan Palouš Karel Hartmann Josef Šroubek Jaroslav Jirkovský Vilém Loos Otakar Vindyš |

## Tekme
| 18. februar 1921 | Švedska | 6:4 | Češkoslovaška | Stockholm, Švedska |

| Poročilo tekme      | Poročilo tekme | Poročilo tekme | Poročilo tekme | Poročilo tekme |
| ------------------- | -------------- | -------------- | -------------- | -------------- |
| Začetek: ni podatka |                |                |                |                |

### Končni vrstni red
OT-odigrane tekme, z-zmage, n-neodločeni izidi, P-porazi, DG-doseženo goli, PG-prejeti goli, GR-gol razlika, T-točke.
| #  | Reprezentanca | OT | Z | N | P | DG | PG | GR | T |
| -- | ------------- | -- | - | - | - | -- | -- | -- | - |
| 1. | Švedska       | 1  | 1 | 0 | 0 | 6  | 4  | +2 | 2 |
| 2. | Češkoslovaška | 1  | 0 | 0 | 1 | 4  | 6  | -2 | 0 |

Najboljša strelca
- Erik Burman in Georg Johansson, 3 gole